# 張東蓀
張 東蓀（ちょう とうそん）は、中華民国・中華人民共和国の政治家・ジャーナリスト・哲学者。清末は立憲派として活動し、中華民国ではジャーナリストや唯心論哲学者として活動した。旧名は万田。字は聖心。

## 事跡

### 立憲派、唯心論哲学者として
清末に日本へ留学し、東京帝国大学、私立哲学館（後の東洋大学）で学ぶ。留学中に張君勱と知り合った。また、梁啓超ら立憲派の立場をとっている。しかし辛亥革命勃発とともに帰国すると、革命派の孫文（孫中山）の下で臨時大総統府秘書に任ぜられた。
孫文の臨時大総統辞任後に、張東蓀は言論界に転じ、上海『大共和報』、雑誌『庸言』、雑誌『正誼』において主筆を歴任し、さらに『時事新報』では総編輯を務める。また、上海中国公学で大学部部長兼教授にもなった。1919年（民国8年）9月、張東蓀は北京で雑誌『解放与改造』を創刊（翌年、『改造』と改題）し、総編輯となる。1920年（民国9年）、梁啓超らと講学社を発起した。1927年（民国16年）、『哲学評論』誌の創刊に参加し、さらに『唯物弁証法論戦』という書籍の主編を担当して、唯心論の立場からマルクス主義（唯物論）批判を展開している。

### 中国国家社会党から民盟へ
1932年（民国21年）4月、張東蓀は張君勱とともに北平で中国国家社会党を結成し、月刊機関紙『再生』を発行した。1934年（民国23年）12月、広東の実力者陳済棠の招聘を受け、張君勱とともに広州で学海書院を創設し、張東蓀は院長となっている。両広事変で陳済棠が失脚すると、張東蓀は広州を離れ、清華大学文學院院長代理、導師、教授、国民政府行政院駐北平政務整理委員会参議を歴任した。
1937年（民国26年）に日中戦争（抗日戦争）が勃発すると、張東蓀は燕京大学教授、国防参議会参議員に任ぜられ、1938年（民国27年）6月、国民参政会参政員に任ぜられた（第2期も同様）。1941年（民国30年）、国家社会党も参加していた統一建国同志会が民主政団同盟に改組されると、張東蓀は中央常務委員（後に秘書長）に任ぜられた。しかし同年12月、北平の燕京大学に留まっていた張東蓀は日本軍に逮捕、収監されてしまう。この際に、張東蓀は傀儡政権への参加・協力を迫られたが、あくまで拒否した。その後釈放されたが、北平からの退去を日本は許可しなかったため、張東蓀は事実上軟禁状態のまま執筆活動に専念した。1944年（民国33年）、政団同盟が中国民主同盟（民盟）に改組されると、張東蓀は引き続き中央常務委員に選出されている。

### 張君勱との決別、晩年の不遇
戦後の1946年（民国35年）1月、張東蓀は中国政治協商会議（旧政協）に出席した。同年8月、張君勱率いる国家社会党は民主憲政党と合併して中国民主社会党となり、さらに蔣介石への支持を表明して、同年11月の制憲国民大会に出席し民盟から離脱する。しかし「中間路線」の採用を唱え、中国国民党の一党独裁型指導に不満を抱いていた張東蓀は、ついに張君勱との絶交を宣言し、民盟に残留した。翌1947年（民国36年）1月、民盟二中全会が開催され、張東蓀は秘書主任に任ぜられている。後には中国共産党との連携を開始し、傅作義に働きかけて北平の無血開城に導く貢献者の一人となった。
中華人民共和国成立後も張東蓀は大陸に留まった。以後、清華大学哲学系主任、清華大学校長代理、中央人民政府委員、中国人民外交学会政務顧問、中国人民政治協商会議全国委員会委員、政務院（後の国務院）文化教育委員会委員などを歴任した。しかし、1952年に各職を辞任し、さらに文化大革命開始後の1968年1月には逮捕され、北京の特殊監獄「秦城」に収監されている。
1973年6月2日、そのまま獄死。享年87。著書に『科学与哲学』、『新哲学論叢』、『道徳哲学』、『哲学』、『認識論』、『知識与文化』、『思想与社会』、『理性与民主』などがある。